# سكوت ماثيو
سكوت ماثيو (بالإنجليزية: Scott Matthew)‏ هو مغني أمريكي، ولد في القرن العشرين في كوينزلاند في أستراليا.

## وصلات خارجية
- الموقع الرسمي
- سكوت ماثيو على موقع IMDb (الإنجليزية)
- سكوت ماثيو على موقع ميوزك برينز (الإنجليزية)
- سكوت ماثيو على موقع أول ميوزيك (الإنجليزية)
- سكوت ماثيو على موقع ديسكوغز (الإنجليزية)